# Трабекулектомија
Трабекулектомија је хируршка процедура која се користи у лечењу глаукома за смањење интраокуларног притиска уклањањем дела трабекуларне мреже ока и суседних структура. То је најчешћа врста операција глаукома која се изводи у циљу дренаже очне водице из ока до испод коњунктиве где се апсорбује. Ова амбулантна процедура се најчешће изводила под надзором анестезије помоћу ретробулбарног блока или перибулбарног блока или комбинације локалне и субтенонске (Тенонове капсуле) анестезије. Због већих ризика повезаних са булбарним блоковима, локална аналгезија са благом седацијом постаје све чешћа. Ретко ће се примењивати и општа анестезија, код пацијената са немогућношћу сарадње током операције.

## Историја
Питер Гордон Вотсон и Џон Кернс сматрају се пионирима у развоју  трабекулектомије 1970-их година.  

## Опште информације
Трабекулектомија је најчешћа инвазивна операција која се примењује код глаукома (јер се показала као веома ефикасна у лечењу узнапредовалог глаукома).  Чак и ако претходна трабекулектомија није успела, поновљена трабекулектомија се може извести на другом месту. Ако су ожиљци главни разлог, у другом захвату се мора интензивирати антифибротичка и антиинфламаторна терапија. Алтернативно, може се користити уметање уређаја у виду вентила.

## Метода
Код ове интервенције почетни џеп се ствара испод коњунктиве и Тенонове капсуле, а лежиште ране се третира неколико секунди до минута сунђерима натопљеним митомицином Ц (ММЦ, 0,5–0,2 мг/мл) или 5-флуороурацилом (5-ФУ, 50 мг/мл). Ови хемотерапеутици помажу у спречавању оштећења мехурића филтера од ожиљака тако што инхибирају пролиферацију фибробласта. Алтернативно, могу се применити нехемотерапеутски адјуванси да би се спречило стварање супер ожиљака модулацијом ране, као што је матрикс имплантанта од ологеног колагена.
Неки хирурзи преферирају коњунктивалне резове „базиране на форниксу“, док други користе конструкцију „базирану на лимбусу“ на корнеосклералном споју што може омогућити лакши приступ очима са дубоким браздама. 
Затим се у склери након пажљиве каутеризације подручја режња праве режњеви делимичне дебљине са базом на корнеосклералном споју, а испод режња се ствара отвор за прозор да би се уклонио део склере, Шлемовог канала и трабекуларна мрежа за улазак у предњу очну комору . Због изласка течности, шареница ће делимично пролапсирати кроз склеростомију и обично се зато хвата да би се извршила ексцизија која се зове иридектомија, која ће спречити будућу блокаду склеростомије. Склерални режањ се затим лабаво зашије на своје место са неколико шавова. Коњунктива се затвара водонепропусно на крају процедуре. 

## Механизам
Интраокуларни притисак се може снизити омогућавањем дренаже очне водице из ока на следеће путеве: 
- филтрација кроз склеротомију око ивица склералног режња у филтерско мехуриће које се формира испод коњунктиве,

- филтрација кроз излазне канале у склералном режњу до испод, повезивање фила

- филтрација преко спојнице склералног режња до испод коњунктиве. У исечене крајеве Шлемовог канала.

- проток водице у пресечене крајеве Шлемовог канала у колекторске канале и еписклералне вене

- циклодијализал кроз расцеп између цилијарног тела и склере ако се ткиво сецира постериорно од склералног трна.

## Постоперативна нега
Лекови за глауком се обично прекидају да би се побољшао проток очне водице до мехурића. Локални лекови се обично састоје од капи антибиотика четири пута дневно и антиинфламаторне терапије, нпр. капи преднизолона свака два сата. Компреса се ставља да покрије око док анестезија не престане и вид се успостави.
Пацијентима се саветује да одмах позову позову лекара ако се бол не може контролисати лековима против болова без рецепта или ако се вид смањи. Да не трљају око и да носе штитник ноћу неколико дана након операције.
Ако је 5-ФУ коришћен током операције или ако није примењено средство против фиброзе, 5 мг 5-ФУ дневно се може убризгати у 7-14 постоперативних дана. 
У наредним данима до недељама шавови који држе склерални режањ могу се пресећи ласерском лизом шавова да би се смањио интраокуларни притисак побољшањем одлива. Код ласерске лизе шавова, ласер црвеног светла и контактна сочива се користе да неинвазивно продру у коњунктиву која лежи изнад и пресече црни најлонски шав. Неки хирурзи преферирају шавове са подесивим преклопом током трабекулектомије који се касније могу олабавити пинцетом у амбулантој процедури са прорезном лампом.
Постоперативни изазови
Раван мехур – неће успети ако се не формира у првим постоперативним данима; ако је рани ожиљак узрок, субкоњунктивалне ињекције 5-ФУ или модулација ране са матриксом ологена колагена могу спречити да се коњунктива прилепи низ кревет ране.
Цурење мехурића – може изазвати равне мехуриће; мехурићи који цуре могу се ревидирати употребом логен колаген матрикса или завојних контактних сочива током неколико дана, након чега следи поправка цурења ако је потребно
Равна предња комора – реформа ради спречавања декомпензације рожњаче; се често може урадити у ординацији уз прорезну лампу са вискоеластиком који се користи у хирургији катаракте
Блебитис - ако је заразан, може напредовати у разорни ендофталмитис
Супрахороидално крварење – руптура дуге задње цилијарне артерије од прогресивног истезања са прогресивним серозним одвајањем хороидее; обично се јавља неколико дана након трабекулектомије са акутним болом често током напрезања
Хипотонија – ревизија ране [ 6 ]
Формирање катаракте – операција катаракте ако је визуелно значајна
Мали инкапсулирани мехурић – ињекција субкоњунктивалног ММЦ-а и лидокаина може балонирати суседну коњунктиву, након чега следи рез иглом на страни мехурића и продужетак мехурића; алтернативно или заједно, може се применити употреба биоразградивог одстојника или матрикса логена колагена.

## Модификације
Трабекулектомија је претрпела бројне модификације, нпр. филтрирајућа трепанотрабекулектомија (ТТЕ), модификација операције после Ј. Фронимопоулоса. Ствара се троугласти склерални режањ који је отприлике упола дебљи од склере. Трепанација се изводи трефином од 2 мм. Склерална ивица трепанационог отвора је топлотно каутеризована.
Додатна дубока дисекција склере се такође може извести у склералном кревету са трабекулектомијом, коју су први увели Т. Дада и сарадниици. Дубока ексцизија склере се изводи у непенетрантним операцијама филтрирања, али не традиционално у трабекулектомији. Предложено је да се простор створен дубоким склералним дисекцијама угости одређени биокомпатибилни одстојник или уређаји у циљу спречавања субсклералне фиброзе и одржавања добрих резултата филтрирања у овој модификованој операцији.
Са техникама трабекулектомије коришћени су различити апарати са циљем побољшања безбедности захвата, одржавања дренаже очне водице и одржавања проходности мехурића. Примери уређаја који модификују трабекулектомију су Ек-ПРЕСС, Гелфилм, КСЕН Гел стент, антифибротични материјали (нпр. Ологен), еПТФЕ (проширени политетрафлуороетилен ) мембрана и ПресерФло МицроСхунт. Потребно је упоредити сваки од ових уређаја у погледу ефикасности и сигурности. Постоје неки докази ниског квалитета да је употреба Ек-ПРЕСС имплантата, минијатурног шанта од нерђајућег челика и људске амнионске мембране као додатака трабекулектомији повезана са смањеним интраокуларним притиском код пацијената након једногодишњег праћења, у поређењу са стандардном трабекулектомијом. Поред тога, ПресерФло МицроСхунт може помоћи у спречавању компликација као што су постоперативна хипотонија или цурење мехурића; међутим, ова техника може имати нижу ефикасност у смањењу интраокуларног притиска у поређењу са стандардним процедурама трабекулектомије.
Истраживања
Потребна су даља истраживања како би се упоредила ефикасност техника трабекулектомије. Није јасно да ли хируршки приступ заснован на форниксу има другачију безбедносну оцену, стопу компликација, стопу хируршких неуспеха или ефикасност у поређењу са техником коњунктивалних режњева заснованим на лимбалу. 
Тренутно не постоје објављена испитивања која упоређују ефикасност и безбедност аб интерно трабекулектомије са трабектомом са другим процедурама за лечење глаукома.  Прво испитивање које је то урадило је ТАГС рандомизовано контролисано испитивање које је испитивало да ли су капи за очи или трабекулектомија ефикаснији у лечењу узнапредовалог примарног глаукома отвореног угла. После две године истраживачи су открили да су вид и квалитет живота слични у оба третмана. Истовремено је очни притисак био нижи код људи који су били подвргнути операцији, а дуготрајна операција је исплативија.